# The Best of Bruce Dickinson
The Best of Bruce Dickinson es un disco recopilatorio publicado en 2001 por Bruce Dickinson. Fueron lanzadas dos versiones; una de un solo disco, y una segunda versión con un disco extra. El primer disco es una selección de canciones de sus álbumes previos, con la adición de dos nuevas canciones, "Broken" y "Silver Wings", ambas escritas por Bruce Dickinson y Roy Z. El segundo disco contiene material inédito, del cual la mayoría ha aparecido en b-sides.

## Lista de canciones

### Disco Uno
1. "Broken" (Dickinson, Z) – 4:00
2. "Tattooed Millionaire" (Dickinson, Gers) – 4:25
3. "Laughing in the Hiding Bush" [live] (Dickinson, Dickson, Z) – 4:09
4. "Tears of the Dragon" (Dickinson) – 6:19
5. "The Tower" (Dickinson, Z) – 4:43
6. "Born in 58" (Dickinson, Gers) – 3:36
7. "Accident of Birth" (Dickinson, Z) – 4:28
8. "Silver Wings" (Dickinson, Z) – 4:16
9. "Darkside of Aquarius" (Dickinson, Z) – 6:50
10. "Chemical Wedding" (Dickinson, Z) – 4:05
11. "Back from the Edge" (Dickinson, Dickson) – 4:16
12. "Road to Hell" (Dickinson, Smith) – 3:58
13. "Book of Thel" [live] (Casillas, Dickinson, Z) – 8:27

### Disco Dos
1. "Bring Your Daughter... To the Slaughter (Original Soundtrack Version)" (Dickinson) – 5:00
2. "Darkness Be My Friend" (Dickinson) – 2:00
3. "Wicker Man" (Dickinson, Z) – 4:40
4. "Real World" (Dickinson, Z) – 3:55
5. "Acoustic Song" (Dickinson, Z) – 4:23
6. "No Way Out... Continued" (Baker, Crichton, Dickinson) – 5:18
7. "Midnight Jam" (Dickinson, Smith, Z) – 5:11
8. "Man of Sorrows" (Dickinson) – 5:15
9. "Ballad of Mutt" (Dickinson, Gers) – 3:33
10. "Re-Entry" (Dickinson, Dickson) – 4:03
11. "I'm in a Band With an Italian Drummer" (Dale) – 3:52
12. "Jerusalem" [live] (Dickinson, Z) – 6:43
13. "The Voice of Crube" – 13:45
14. "Dracula" (D.Siviter, A.Siviter) – 3:45